# Battaglia di Mohács (1526)
La battaglia di Mohács fu un importante scontro terrestre combattuto il 29 agosto 1526 tra l'esercito ungherese, comandato dal re Luigi II d'Ungheria e Boemia (che cadde in combattimento), e quello ottomano, comandato dal sultano Solimano I.

## Forze in campo
L'esercito ungherese, guidato dal re Luigi II, dall'arcivescovo di Kalocsa Pál Tomori e da György Zápolya, schierava circa 26000 uomini. L'esercito turco, comandato dal sultano Solimano I, era composto da circa 50000-60000 soldati con 300 cannoni.

## Premesse
Già dal XV secolo gli ungheresi contrastavano l'espansione ottomana nella penisola balcanica. Inoltre il matrimonio tra il re Luigi II e Maria d'Asburgo, sorella dell'imperatore Carlo V (1521), portò l'Ungheria nell'orbita asburgica. Per stroncare la minaccia sul nascere, l'Impero ottomano tentò prima le vie diplomatiche, quindi, nel giugno 1526, Solimano I attaccò l'Ungheria.
Data la posizione geografica del regno, gli ungheresi non poterono individuare subito l'obiettivo dell'avanzata turca, e divisero le loro forze in tre gruppi: il voivoda di Transilvania, Zápolya, doveva difendere i passi dei Carpazi con 8000 uomini, il re comandava il grosso dell'esercito e il bano di Croazia Cristoforo Frangipani guidava un altro reparto di 5000 uomini. Quando l'esercito turco, conquistate alcune città e superati i fiumi Drava e Sava, puntò su Buda, capitale del regno, era ormai troppo tardi perché Frangipani e Zápolya potessero intervenire in soccorso del re.
Gli ungheresi decisero comunque di affrontare i turchi, e stabilirono di farlo sulle rive del Danubio, nei pressi di Mohács, su di un terreno pianeggiante e aperto, ma in parte paludoso.

## Svolgimento

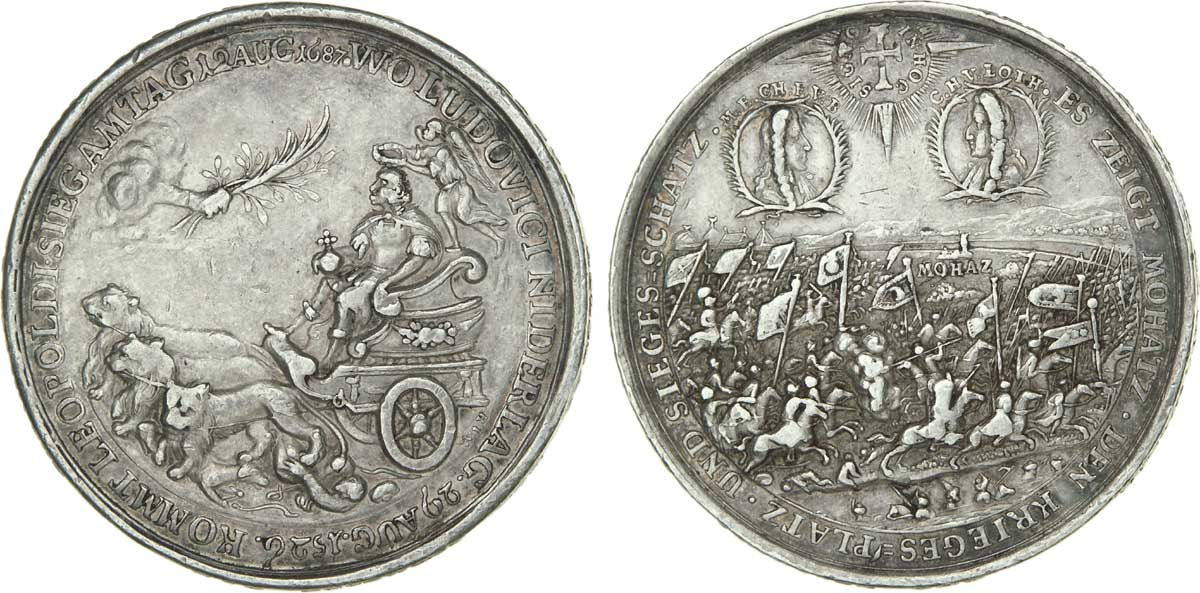
Medaglia commemorativa della battaglia di Mohács

La battaglia vera e propria durò solo due ore. Inizialmente, l'avanguardia turca fu attaccata e volta in fuga dalle truppe ungheresi guidate dall'arcivescovo Tomori non appena avanzò sul campo di battaglia. L'arrivo del grosso dell'esercito ottomano, nel pomeriggio, cambiò rapidamente le sorti della battaglia: l'ala destra dello schieramento ungherese, che era avanzata vittoriosamente, ma non aveva ricevuto rinforzi tempestivi, si trovò esposta agli attacchi turchi. I soldati ungheresi fuggirono, o furono accerchiati e uccisi o catturati; Tomori fu ucciso mentre cercava di radunare le truppe fuggiasche, Zápolya scomparve nella mischia, e il re Luigi II fuggì, ma cadde da cavallo in un fiume presso Csele e morì.

## Perdite
L'esercito ungherese perse circa 16000 uomini, di cui circa 1000 nobili, incluso il re Luigi II, l'arcivescovo Tomori e György Zápolya, il cui corpo non fu mai ritrovato. Almeno 2000 prigionieri ungheresi furono uccisi dai turchi: complessivamente, tra morti e feriti, le perdite ungheresi sono stimate in 23000 uomini. Le perdite turche ammontarono a circa 1500 uomini.

## Conseguenze
La vittoria di Mohács portò all'Impero ottomano il controllo sull'Ungheria meridionale, come base per gli attacchi verso l'Europa centro-orientale.
Con la morte di Luigi II, si estinse il ramo ungherese della dinastia degli Jagelloni: in base all'accordo del 1515 tra re Ladislao VI d'Ungheria e l'imperatore Massimiliano I d'Asburgo, la corona passò a Ferdinando d'Asburgo, fratello di Carlo e cognato di Luigi II.
La Transilvania nel 1541 diventò uno Stato vassallo turco. L'Ungheria, spartita tra ottomani e Asburgo, cessò di esistere come entità statale fino al 1867, pur rimanendo nominalmente in vita il Regno d'Ungheria; riguadagnerà la piena indipendenza solo nel 1918.

## Curiosità
La battaglia di Mohács è citata nel romanzo di Ferenc Molnár I ragazzi della via Pál: al termine della battaglia, i ragazzi appartenenti alla Società dello stucco deliberano di aggiungere, nel capitolo del libro di storia relativo alla battaglia, accanto al nome dell'arcivescovo Tomori, anche il nome di Feri Ats.